# Heleomyza czernyi
Heleomyza czernyi is een vliegensoort uit de familie van de afvalvliegen (Heleomyzidae). De wetenschappelijke naam van de soort werd voor het eerst geldig gepubliceerd in 1933 door Albert Collart.